# Sub-região
Uma sub-região é uma unidade conceitual que deriva de uma região maior ou continente e é geralmente baseada na localização. Ponto cardeal, como o sul ou meridional, são comumente usados para definir uma sub-região.

## Nações Unidas sub-regiões
Artigo principal: Geoesquema das Nações Unidas

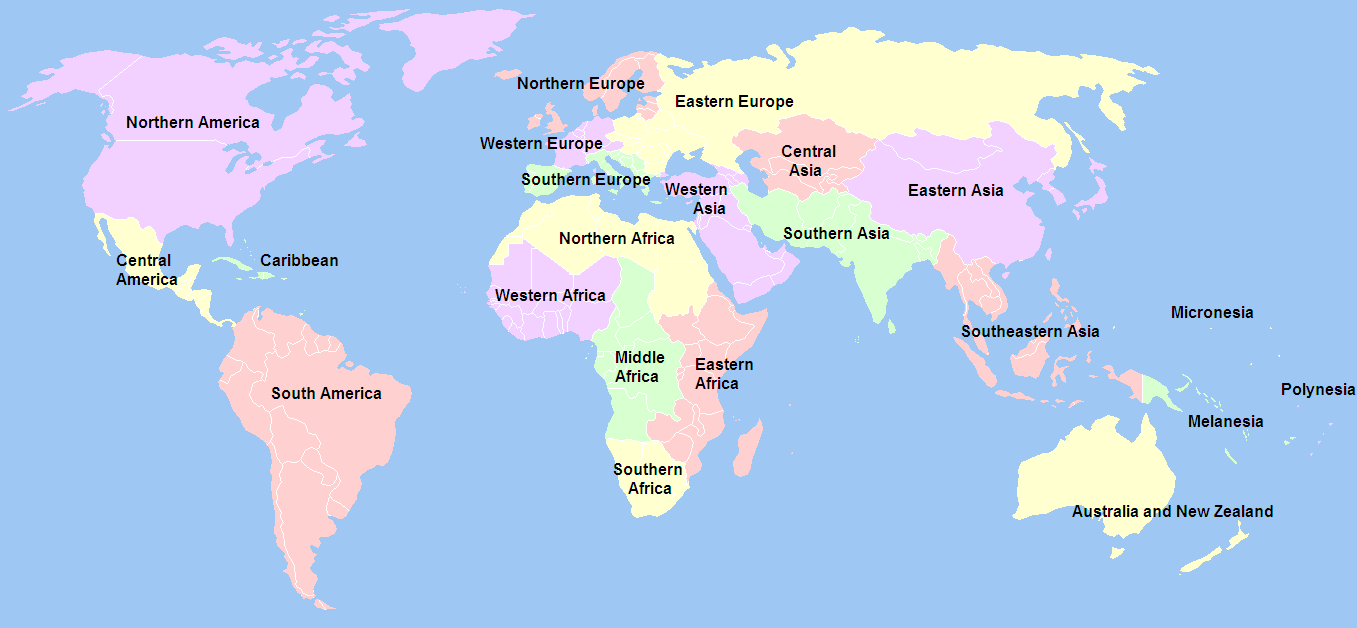
O geoesquema da ONU, criado pela UN Divisão de Estatísticas. Para manter a consistência estatística e por conveniência, cada país de uma área ou é mostrado em uma única região: por exemplo, Rússia (Europa Oriental), que está na Europa e Ásia.

A Divisão de Estatísticas das Nações Unidas (UN) é responsável pela recolha, processamento e difusão da informação estatística para a ONU. Em 1999, desenvolveu um sistema de macro-regiões geográficas (continental), sub-regiões, e outros grupos econômicos selecionados para relatar os avanços no sentido de alcançar várias metas de desenvolvimento do milênio mundial. Este geoesquema foi concebido para fins estatísticos e é utilizado para a realização de análise estatística. A primeira publicação da divisão foi o livro Mulheres do Mundo 2000: Tendências e Estatísticas em 2000.
Este sistema está em uso por várias corporações dentro da ONU; outros sistemas também são utilizados. Segundo a ONU, essas divisões geográficas não implicam qualquer concepção sobre a filiação política ou outra, de Países ou territórios pela ONU.

## Sub-regiões por continente
O seguinte é uma lista não exaustiva de sub-regiões, organizadas em ordem alfabética por região (ex., por continente); no geoesquema da ONU, de nível superior, macro-regiões geográficas estão dispostos na medida do possível de acordo com os continentes.

### África
- por UN sub-região:
  - Norte de África
  - África Ocidental
  - África Central
  - África Oriental
  - África do Sul
- por geografia:
  - África do Norte
    - Magrebe
    - Sael

  - África Subsariana
    - África Ocidental
    - África Oriental
    - Corno de África
    - África Central
    - Congo
    - África do Sul
    - Sudão (região)
- por geologia: Ramiah RAGU
  -     - Cráton de Kaapvaal
    - Cráton do Zimbabwe

### América
- Ver também: Américas (terminologia)

#### América do Norte
- por UN sub-região:
  - América Setentrional
  - América do Sul
  - América Central
  - Caribe
- por geografia:
  - Norte do Canadá
  - Grande Bacia
  - Grandes Planícies
  - Grandes Lagos
  - As Grandes Antilhas
  - As Pequenas Antilhas
- por geologia:
  - Escudo Canadiano
  - North American craton
  - Slave craton
  - Superior craton
  - Wyoming craton
- por economia:
  - Tratado Norte-Americano de Livre Comércio (NAFTA)
  - Comunidade do Caribe (CARICOM)
  - Tratado de Livre Comércio entre Estados Unidos, América Central e República Dominicana (CAFTA)

#### América do Sul
- por geografia:
  - Altiplano
  - Bacia Amazônica
  - Andes
  - Caribe sul-americano
  - Gran Chaco
  - Guianas
  - Pampa
  - Pantanal
  - Patagônia
- por economia (União de Nações Sul-Americanas):
  - Comunidade Andina
  - Mercosul

### Eurásia

#### Ásia
- por UN sub-região:
  - Ásia Ocidental
  - Ásia Central
  - Sul da Ásia
  - Ásia Oriental
  - Sudeste da Ásia
- por geografia:
  - Ásia Central
  - Sudoeste da Ásia
    - Península Arábica/Estados do Golfo
    - Anatólia
    - Cáucaso
    - Levante
    - Mesopotâmia
    - Curdistão
    - Planalto iraniano/Baluchistão

  - Norte da Ásia (ver Sibéria)
  - Nordeste da Ásia
  - Ásia Oriental
  - Sul da Ásia, ou o Subcontinente indiano
    - Estados do Himalaia
    - Indo-planícies do Ganges
    - Decão/Índia Peninsular
    - Anexo:Lista de países insulares e territórios no Oceano Índico
    - Sul da Índia
    - Norte da Índia
    - Índia Oriental
    - Nordeste da Índia
    - Índia Ocidental

  - Sudeste da Ásia
    - Marítimo/Arquipélago Malaio
    - Continente/Indochina
- outros agrupamentos:
  - Extremo Oriente
  - Oriente Médio
    - Lista de países do Oriente Médio por geografia e economia

  - Oriente Próximo

#### Europa
- Pelo geoesquema das Nações Unidas:
  - Europa Ocidental
  - Europa Setentrional
  - Europa Meridional
  - Europa Oriental
- por península:
  - Bálcãs
  - Península Ibérica
  - Península Itálica
  - Península escandinava
- por outros agrupamentos:
  - Países Bálticos
  - Benelux ou o Países Baixos (região)
  - as Ilhas Britânicas
  - Europa Central
  - Países nórdicos (Escandinávia (Dinamarca, Noruega e Suécia), Islândia, Finlândia, no território dinamarquês de Groenlândia e Ilhas Faroe, e o território finlandês de Åland)
  - Grupo de Visegrado
- por geologia
  - Escudo Báltico
  - Escudo Ucraniano
  - Cráton da Europa Oriental

### Oceania
- Australásia ou Austrália
  - por geografia
    - Território da Capital da Austrália
    - Nova Gales do Sul
    - Território do Norte
    - Queensland
    - Sul da Austrália
    - Tasmania
    - Victoria
    - Western Australia
    - Território da Baía Jervis

  - por geologia
    - Yilgarn craton
    - Pilbara craton
- Melanésia
- Micronésia
- Polinésia
- Sul do Pacífico
- Norte do Pacífico